# 플레이스테이션 프로덕션스
플레이스테이션 프로덕션스(영어: PlayStation Productions)는 소니 인터랙티브 엔터테인먼트가 소유한 프로덕션 스튜디오다.

## 제작 목록

### 영화
- 갤럭시 히어로즈: 라쳇 앤 클랭크 (2016)[2][3]
- 언차티드 (2022)[4]
- 그란 투리스모 (2023)

### TV 시리즈
- 제목없는 트위스티드 메탈 시리즈 (TBA)[5]
- 제목없는 더 라스트 오브 어스 시리즈 (2023)[6]

## 같이 보기
- 플레이스테이션 네트워크
- 플레이스테이션 비디오